# Zlodějka knih
Zlodějka knih (v anglickém originále 'The Book Thief') je román australského spisovatele Markuse Zusaka. Příběh se odehrává v nacistickém Německu a líčí dospívání mladé dívky Liesel, která začíná nový život v pěstounské péči poté, co ji opustila matka. Příběh vypráví o Lieselině vztahu s pěstouny, s ostatními obyvateli města i s mladým židovským mužem, kterého se svou nově nalezenou rodinou ukrývá ve sklepě svého domu.  Kniha byla publikována poprvé v roce 2005, získala řadu ocenění a více než 230 týdnů byla uvedena na seznamu New York Times Best Seller. V roce 2013 byl podle této knihy natočen stejnojmenný film.

## Děj
Devítiletá Liesel Memingerová žila se svou matkou a bratrem. Matka však musela obě své děti – Liesel i Wermera – umístit k pěstounům. Werner ale cestou zemřel a vypravěčka příběhu, Smrt, se tak poprvé setkává s Liesel. Na pohřbu bratra Liesel ukradne hrobařskou příručku, která ji fascinuje – poprvé tak přichází do styku s knihou a uvědomuje si, že není schopná ji přečíst.
Později Liesel, zmatená a rozrušená, dorazí do domu pěstounů v německém Molchingu a postupně si tvoří pouto se svými novými rodiči, Hansem a Rosou Hubermannovými. Liesel se od Hanse naučí číst a psát a spřátelí se s několika lidmi z ulice, hlavně s chlapcem Rudym Steinerem, s nímž zažívá mnoho různých dobrodružství. Rudy od Liesel často žádá polibek, avšak ona jej pořád odmítá.
Ve volném čase si chodí číst do knihovny starostova domu, kam ji pouští starostova žena Ilsa, která truchlí nad ztrátou syna. Tak postupně Lieslina láska ke knihám roste.
Jejím dalším přítelem je Max Vandenburg, Žid, kterého Liesel se svými pěstouny po nějakou dobu ukrývá ve sklepě. Když Max těžce onemocní, Liesel mu chodí číst a vypráví mu příběhy, což výrazně přispěje k jeho uzdravení.
Do Molchingu později přijíždí nacisté prohlížet sklepy, aby zjistili, které z nich mohou být použity jako kryty proti náletům. Liesel předstírá zranění, aby mohla své pěstouny včas varovat a aby měli čas Maxe skrýt. Díky tomu zůstane Max ukrytý a nacisté si jejich sklep pro své účely nevyberou.
Rosa Hubermannová, rázná pěstounka, si dříve vydělávala jako pradlena pro bohatší rodiny. Během krize ale začala ztrácet zákazníky a když její služby odmítne i starosta, Liesel se rozhodne krást knihy z jejich knihovny.
Při náletu se rodina jde skrýt do domu Fiedlerů. Liesel během náletu čte lidem ve sklepě, aby je rozptýlila a objevuje tak v sobě vlohy pro vyprávění příběhů.
Krátce nato městem prochází konvoj židů a Liesel poprvé vidí průvod nemocných, hladových ubožáků na cestě do koncentračního tábora v Dachau. Hans daruje jednomu starému muži kus chleba, ale oba jsou za trest zbiti a Hans se, poté, co byl nazván „židomilem", začíná bát, aby nacisti nechtěli prohledat jeho domov. Max proto raději odchází. 
Za jeho prohřešek se starým židem je Hans povolán do armády. Stejný osud potkává i Rudyho otce, který odmítl poslat svého syna do árijského programu. Hans dostal nelehký úkol, pracovat ve speciálních Air Raid jednotkách, a odklízet po náletech mrtvá těla.
Mezitím Liesel po dalším náletu dostává od Rosy knihu, kterou jí ve sklepě napsal Max, ještě než odešel. Píše se v ní o tom, jak se Hitler dostal k moci, a o síle slov a symbolů. Liesel, která je už tak sama ze všeho velmi zmatená, začíná stále více chápat, co se kolem ní vlastně děje.
Hans si ve službě při nehodě zlomí nohu, vrací se domů k rodině a je převelen k obyčejné úředničině.
Když přes Molching opět prochází další skupina židů, Liesel se zdá, že mezi nimi vidí Maxe a trvá na tom, že půjde za ním; tento plán jí ovšem nevyjde.
Jednou jde Liesel opět do starostova domu. Vleze dovnitř oknem, vezme do ruky knihu, a pak náhle, ve vzteku nad všemi špatnými věcmi, které za svůj život zažila, roztrhá knihu na kusy. O několik dní později dostává od Ilsy černý notes a začíná psát svůj vlastní příběh, „Zlodějka knih".
O několik dní později, když se ve sklepě zabývá svým příběhem, je jejich ulice bombardována, celá zničena, a ona je jedinou přeživší (až na otce Rudyho, který byl tou dobou mimo město). Přichází tak o celou svoji nově nalezenou rodinu; Rosa, Hans i Rudy umírají. Její kniha skončí v popelářském voze, načež ji odtamtud zdvihne Smrt. Liesel odchází se starostou a jeho ženou. V roce 1945 se vrací Max.
Epilog naznačuje, že se Liesel odstěhovala do Austrálie a měla děti a vnoučata. Když sama potkala Smrt, dostala od ní ten zápisník, který jako dívka ztratila.

## Postavy

### Liesel Memingerová
Hlavní postava, na začátku příběhu devítiletá dívka, kterou adoptovali Hans a Rosa Hubermannovi. Má velmi blízko ke svému nevlastnímu otci, který ji naučil číst, a drsnější, ale láskyplný vztah s jeho ženou Rosou. Přátelí se s židem Maxem, spolužákem Rudym a také se starostovou ženou, která jí dovoluje číst, půjčovat si, a posléze i "krást" knihy z její knihovny.

### Hans Hubermann
Lieselin adoptivní otec, hráč na akordeon a malíř pokojů. Naučil Liesel číst a balit cigarety a má ji rád jako vlastní dceru. Liesel často myslí na jeho krásné oči.

### Rosa Hubermannová
Lieselina adoptivní matka, pradlena pro bohatší domácnosti. Má velmi ostrý jazyk a poněkud hrubé chování, ale o svou adoptivní dceru se stará velmi dobře a ráda. Sice to nedává příliš znát, ale ve skutečnosti Liesel nadevše miluje. 

### Rudy Steiner
Lieselin nejlepší kamarád, obdivovatel černošského běžce Jesseho Owense. Je do Liesel zamilovaný a často ji žádá o polibek, což Liesel pokaždé odmítá. Poprvé a naposledy ho Liesel políbí, když ho najde mrtvého po bombardování Himmelstrasse. Hrají spolu fotbal, provádějí klukoviny, závodí a kradou jídlo.

### Max Vandenburg
Lieselin přítel, židovský boxer, který se v Hubermannově sklepě skrývá před nacisty. Vytvořil pro ni dvě knížky, čímž ještě upevnil její lásku ke knihám. Později byl odveden nacisty do koncentračního tábora. Jeho otec byl přítel Hanse Hubermanna, který padl ve válce – právě od něho se Hans naučil hrát na akordeon.

### Ilsa Hermannová
Žena starosty Molchingu. Syn jí zemřel v první světové válce, kvůli čemuž je v neustálé apatii. Je majitelkou velké knihovny a dovolí Liesel, aby si tam chodila číst.

### Smrt
Vypravěčka příběhu. Zajímá ji Lieselin příběh, a tak ji sleduje a komentuje děj. Někomu jako je Hans Hubermann se jí podařilo uniknout víckrát, někomu ani jednou. Komentuje celý děj s cynickými poznámkami. 

## Ústřední témata
Smrtelnost a Smrt
Každý z nás se musí vyrovnat se svou smrtelností, a možná i pro připomenutí této skutečnosti je vypravěčem příběhu právě Smrt. Román se navíc odehrává uprostřed Druhé světové války, takže umírání je v něm opravdu všudypřítomné. Postava Smrti je v příběhu nastíněna téměř jako stará známá, ne jako něco děsivého. Vysvětluje, proč vzala jednotlivým postavám život, co k tomu vedlo, a čtenář z ní má pocit, že jí na lidech vlastně záleží, než že by je chtěla děsit. V jedné chvíli Smrt dokonce utrousí větu: „ I smrt má srdce“, čímž dává najevo, že i umírající člověk má nárok na lásku a péči ve svých posledních chvílích.  
Četba knih a gramotnost
Schopnost číst a psát je napříč celým příběhem symbolem svobody projevu i samotného bytí. Gramotnost je v příběhu popisována jako síla, jež formuje osobní identitu a poskytuje pocit svobody všem, kteří číst a psát dokážou – taková je „pravá moc slov". V knize je gramotnost tematizována i jako znak společenského postavení – zatímco bohatí občané vlastní knihy (a ti velmi bohatí dokonce i celé knihovny), pro ty chudší je kniha nepředstavitelný luxus. Například u Rosy Hubermannové se nízký společenský status projevuje právě v hrubé mluvě a pohrdání knihami. 
Gramotnost hraje také velkou roli v rámci Lieselina dospívání. Hned na začátku příběhu najde Liesel ve sněhu knihu, kterou nedokáže přečíst. Pod vedením svého pěstouna se posléze pomalu číst i psát naučí a její svět tím získává zcela nový rozměr. Jak Liesel postupně dospívá, zlepšuje se i její literární nadání, až nakonec sama napíše vlastní knihu. 
Láska
V časech války a velkých ztrát je láska leitmotivem, který prostupuje celým příběhem. Liesel překonává obtíže díky tomu, že se učí mít ráda a přijímat také lásku od svých pěstounů a přátel. Hned na začátku příběhu Liesel zažije mnoho hrůz, počínaje smrtí bratra a matčiným odchodem; později ji navíc čekají ještě horší problémy, neboť žije v rozděleném Německu, kolem ní zuří válka, a nacisté šíří neštěstí všude kolem. Liesel se po všech útrapách, které musela prožít, začne postupně cítit lépe a rozvíjet své schopnosti právě díky péči svého adoptivního otce, Hanse Hubermanna, se kterým naváže blízký vztah. Láska je tedy tím, co pomáhá nejen Liesel překonat těžké časy a co vzkvétá právě v těchto těžkých časech. V podobném duchu se rozvíjí i vztah mezi Hubermannovými a židovským mladíkem Maxem, neboť ve světě, kde o tom, kdo je plnoprávný člověk, rozhoduje totalitní režim, je právě lidská láska a solidarita vůči Maxovi tím, co tomuto režimu neochvějně vzdoruje. Přátelská láska mezi Liesel a Maxem je v ostrém kontrastu k nenávisti, která je v nacistickém tažení obklopuje. 
Motiv lásky je v románu také úzce spojen s motivy gramotnosti a osobní identity, protože všechny tyto motivy společně tvoří klíč k nalezení svobody a dostatku síly v dobách chaosu a útlaku. Liesel měla dar přenést svou lásku na papír; její poslední slova v knize, kterou sama napsala zní: „Nenáviděla jsem tahle slova a milovala jsem je, a doufám, že se mi povedla.“ 